# Charles-Marie Widor
Charles-Marie Widor (n. 21 februarie 1844 - d. 12 martie 1937) a fost un organist, compozitor și profesor francez.
A compus muzică de orgă pe linia tradiției create de César Franck, opere, muzică simfonică.
Widor este cunoscut mai ales pentru Tehnica orchestrației moderne (1904), supliment la tratatul lui Hector Berlioz.